# Pyrgocyphosoma ormeanum
Pyrgocyphosoma ormeanum är en mångfotingart som först beskrevs av Karl Wilhelm Verhoeff 1930.  Pyrgocyphosoma ormeanum ingår i släktet Pyrgocyphosoma och familjen knöldubbelfotingar. Inga underarter finns listade i Catalogue of Life.